# Cantón de Noirétable
El cantón de Noirétable era una división administrativa francesa, que estaba situada en el departamento de Loira y la región de Ródano-Alpes.

## Composición
El cantón estaba formado por doce comunas:
- Cervières
- La Chamba
- La Chambonie
- La Côte-en-Couzan
- La Valla-sur-Rochefort
- Les Salles
- Noirétable
- Saint-Didier-sur-Rochefort
- Saint-Jean-la-Vêtre
- Saint-Julien-la-Vêtre
- Saint-Priest-la-Vêtre
- Saint-Thurin

## Supresión del cantón de Noirétable
En aplicación del Decreto n.º 2014-260 de 26 de febrero de 2014, el cantón de Noirétable fue suprimido el 22 de marzo de 2015 y sus 12 comunas pasaron a formar parte del nuevo cantón de Boën-sur-Lignon.